# Alphonse Lacroix
Alphonse LaCroix, född 21 oktober 1897 i Newton, död 12 april 1973 i Lewiston, var en amerikansk ishockeyspelare. Han blev olympisk silvermedaljör i Chamonix 1924. Han spelade fem matcher i NHL för Montreal Canadiens under säsongen 1925-1926. Resterande del av karriären spelade han amatörishockey.

## Statistik
| 1925–26 | Montreal Canadiens | NHL | 5 | — | — | — | — | — | — | — | — | — |

## Meriter
- OS-silver 1924